# Doppio accento acuto

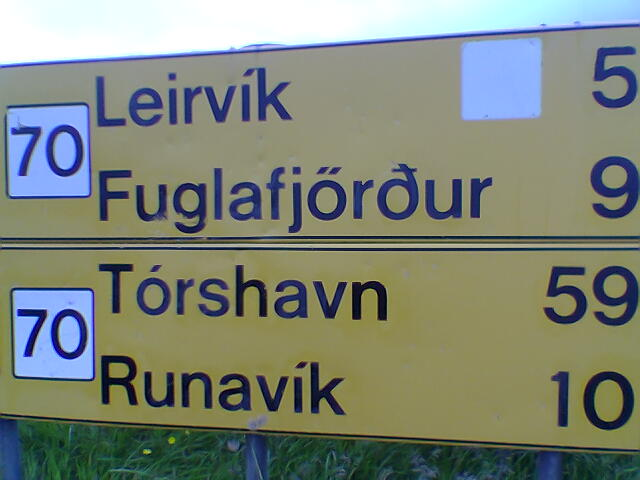
Esempio di doppio accento acuto in un segnale stradale delle Isole Fær Øer

Il doppio accento acuto è un segno diacritico che viene utilizzato per marcare alcune lettere di alcuni alfabeti, tra cui soprattutto l'alfabeto ungherese. È anche conosciuto come Hungarumlaut o umlaut ungherese. Le lettere marcate da questo accento costituiscono lettere vere e proprie dell'alfabeto ungherese.
Questo tipo di accento, come detto diffuso nella lingua ungherese, si trova anche nel faroese e nella lingua slovacca. In quest'ultima lingua il doppio accento acuto a partire dall'inizio del XX secolo ha avuto un certo uso, sebbene limitato, in  particolare come variante della vocale lunga Ä ä, soprattutto in parole di origine straniera.
Nella lingua faroese in alcuni casi la ő viene utilizzata al posto della ø per differenziarla dalla ö.
La lingua ciuvascia scritta in cirillico utilizza il doppio accento acuto nella lettera Ӳ per esprimere il suono /y/.